# NGC 3461
NGC 3461 is een elliptisch sterrenstelsel in het sterrenbeeld Leeuw. Het hemelobject werd op 27 maart 1854 ontdekt door de Ierse astronoom William Parsons.

## Synoniemen
- PGC 32793